# 69. ročník udílení Filmových cen Britské akademie
69. ročník udílení Filmových cen Britské akademie se konal v Royal Opera House v Londýně 14. února 2016. Moderátorem ceremoniálu byl Stephen Fry. Ocenění se předávalo nejlepším filmům a dokumentů britským i mezinárodním, které se promítaly v britských kinech v roce 2015. Nejvíce ocenění získal film Revenant Zmrtvýchvstání, celkem 5 cen. Nejvíce nominací získal film Most špionů, celkem 9. Nominace byly oznámeny 8. ledna 2016.

## Vítězové a nominovaní
| Nejlepší film | Nejlepší režisér |
| --- | --- |
| Revenant Zmrtvýchvstání – Arnon Milchan, Steve Golin, Alejandro G. Iñárritu, Mary Parent a Keith Redmon - Spotlight – Michael Sugar, Steve Golin, Nicole Rocklin, a Blye Pagon Faust - Sázka na nejistotu – Brad Pitt, Dede Gardner a Jeremy Kleiner - Most špionů – Steven Spielberg, Marc Platt a Kristie Macosko Krieger - Carol – Elizabeth Karlsen, Christine Vachon a Stephen Woolley         | Alejandro G. Iñárritu – Revenant Zmrtvýchvstání - Adam McKay – Sázka na nejistotu - Ridley Scott – Marťan - Steven Spielberg – Most špionů - Todd Haynes – Carol |
| Nejlepší herec v hlavní role | Nejlepší herečka v hlavní roli |
| Leonardo DiCaprio – Revenant Zmrtvýchvstání jako Hugh Glass - Bryan Cranston – Trumbo jako Dalton Trumbo - Matt Damon – Marťan jako Mark Watney - Michael Fassbender – Steve Jobs jako Steve Jobs - Eddie Redmayne – Dánská dívka jako Lili Elbe | Brie Larson – Room jako Joy "Ma" Newsome - Cate Blanchettová – Carol jako Carol Aird - Maggie Smithová – Dáma v dodávce - Alicia Vikander – Dánská dívka - Saoirse Ronanová – Brooklyn jako Eilis Lacey |
| Nejlepší herec ve vedlejší roli | Nejlepší herečka ve vedlejší roli |
| Mark Rylance – Most špionů jako Rudolf Abel - Christian Bale – Sázka na nejistotu jako Michael Burry - Mark Ruffalo – Spotlight jako Michael Rezendes - Benicio del Toro – Sicario: Nájemný vrah jako Alejandro Gillick - Idris Elba – Bestie bez vlasti jako velitel | Kate Winsletová – Steve Jobs jako Joanna Hoffman - Jennifer Jason Leigh – Osm hrozných jako Daisy Domergue - Rooney Mara – Carol jako Therese Belivet - Alicia Vikander – Ex Machina jako Ava - Julie Waltersová – Brooklyn jako Madge Kehoe |
| Nejlepší původní scénář | Nejlepší adaptovaný scénář |
| Spotlight – Tom McCarthy a Josh Singer - Most špionů – Matt Charman, Ethan Coen a Joel Coen - V hlavě – Pete Docter, Meg LeFauve, Josh Cooley a Ronnie del Carmen - Osm hrozných – Quentin Tarantino | Sázka na nejistotu – Adam McKay a Charles Randolph - Brooklyn – Nick Hornby - Carol – Phyllis Nagy Highsmithové - Room – Emma Donoghue - Steve Jobs – Aaron Sorkin |
| Nejlepší kamera | Nejlepší debut – scénář, režie nebo produkce |
| Revenant Zmrtvýchvstání – Emmanuel Lubezki - Carol – Ed Lachman - Most špionů – Janusz Kamiński - Šílený Max: Zběsilá cesta – John Seale - Sicario: Nájemný vrah – Roger Deakins | Naji Abu Nowar (režisér/scenárista) a Ruper Lloyd (producent) – Theeb - Stephen Fingleton (režisér/scenárista) – Ten, který prežil - Alex Garland (režie) – Ex Machina - Debbie Tucker Green (režie/scenáristka) – Second Coming - Sean McAllister (režie/producent) a Elhum Shakerifar (producent) – Syrská love story |
| Nejlepší britský film | Nejlepší dokument |
| Brooklyn – John Crowley, Finola Dwyer, Nick Hornby a Amanda Posey - 45 let – Tristan Goligher a Andrew Haigh - Amy – James Gay-Rees a Asif Kapadia - Dánská dívka – Tim Bevan, Lucinda Coxon, Eric Fellner, Anne Harrison, Tom Hooper a Gail Mutrux - Ex Machina – Alex Garland, Andrew Macdonald a Allon Reich - Humr – Ceci Dempsey, Efthimis Filippou, Ed Guiney, Yorgos Lanthimos a Lee Magiday | Amy – Asif Kapadia a James Gay-Rees - Země kartelů – Matthew Heineman a Tom Yellin - Dal mi jméno Malála – Davis Guggenheim, Laurie MacDonald a Walter Parkes - Listen to Me Marlon – John Battsek, George Chignell, R. J. Cutler a Stevan Riley - Šerpa – Bridget Ikin, Jennifer Peedom a John Smithson |
| Nejlepší původní hudba | Nejlepší zvuk |
| Osm hrozných – Ennio Morricone - Most špionů – Thomas Newman - Sicario: Nájemný vrah – Jóhann Jóhannsson - Revenant Zmrtvýchvstání – Carsten Nicolai a Ryuichi Sakamoto - Star Wars: Síla se probouzí – John Williams | Revenant Zmrtvýchvstání – Lon Bender, Chris Deusterdiek, Martin Hernández, Frank A Montaño, Jon Taylor a [[ \|Randy Thom]] - Marťan – Paul Massey, Mac Ruth, Oliver Tarney a Mark Taylor - Most špionů – Richard Hymns, Drew Kunin, Andy Nelson a Gary Rydstrom - Šílený Max: Zběsilá cesta – Scott Hecker, Chris Jenkins, Mark Mangini, Ben Osmo, Gregg Rudloff a David White - Star Wars: Síla se probouzí – David Acord, Andy Nelson, Christopher Scarabosio, Stuart Wilson a Matthew Wood |
| Nejlepší produkční design | Nejlepší speciální efekty |
| Šílený Max: Zběsilá cesta – Colin Gibson a Lisa Thompson - Most špionů – Rena DeAngelo a Adam Stockhausen - Carol – Judy Becker a Heather Loeffler - Marťan – Celia Bobak a Arthur Max - Star Wars: Síla se probouzí – Rick Carter, Darren Gilford a Lee Sandales | Star Wars: Síla se probouzí – Chris Corbould, Roger Guyett, Paul Kavanagh a Neal Scanlan - Šílený Max: Zběsilá cesta – Andrew Jackson, Dan Oliver, Andy Williams a Tom Wood - Marťan – Anders Langlands, Chris Lawrence, Richard Stammers a Steven Warner - Ant-Man – Jake Morrison, Greg Steele, Dan Sudick a Alex Wutke - Ex Machina – Mark Williams Ardington, Sara Bennett, Paul Norris a Andrew Whitehurst                                                                               |
| Nejlepší kostýmní design | Nejlepší masky |
| Šílený Max: Zběsilá cesta – Jenny Beavan - Carol – Sandy Powell - Brooklyn – Odile Dicks-Mireaux - Popelka – Sandy Powell - Dánská dívka – Paco Delgado | Šílený Max: Zběsilá cesta – Lesley Vanderwalt a Damian Martin - Brooklyn – Morna Ferguson a Lorraine Glynn - Carol – Jerry DeCarlo a Patricia Regan - Revenant Zmrtvýchvstání – Siân Grigg, Duncan Jarman a Robert Pandini |
| Nejlepší střih | Nejlepší cizojazyčný film |
| Šílený Max: Zběsilá cesta – Margaret Sixel - Sázka na nejistotu – Hank Corwin - Revenant Zmrtvýchvstání – Stephen Mirrione - Marťan – Pietro Scalla - Most špionů – Michael Kahn | Divoké historky - Assassin - Theeb - Vyšší moc - Timbuktu |
| Nejlepší animovaný film | Nejlepší krátký animovaný film |
| V hlavě – Pete Docter - Mimoni – Pierre Coffin a Kyle Balda - Ovečka Shaun ve filmu – Mark Burton a Richard Starzak | Edmond – Nina Gantz a Emilie Jouffroy - Prologue – Imogen Sutton a Richard Williams - Manoman – Simon Cartwright a Kamilla Kristiane Hodol |
| Nejlepší krátkometrážní film | Vycházející hvězda |
| Operator – Caroline Bartleet and Rebecca Morgan - Elephant – Nick Helm, Alex Moody, and Esther Smith - Mining Poems or Odes – Jack Cocker and Callum Rice - Over – Jeremy Bannister and Jörn Threlfall - Samuel-613 – Cheyenne Conway and Billy Lumby | John Boyega - Taron Egerton - Dakota Johnsonová - Brie Larson - Bel Powley |